# Ompok bimaculatus
Ompok bimaculatus (Омпок двоплямистий) — вид риб з роду Ompok родини Сомові ряду сомоподібні.

## Опис
Загальна довжина сягає 45 см. Самці стрункіші. Голова середнього розміру. Морда округла. Очі невеликі. Є 4 пари вусів, з яких 2 верхньощелепні пари є довгими. Рот доволі великий. Нижня щелепа довша за верхню. Тулуб подовжений, сильно стиснутий. Спинний плавець маленький. Грудні та черевні плавці помірні. Анальний плавець дуже довгий. Хвостовий плавець роздвоєний, верхня лопать довша за нижню.
Забарвлення бежево-коричневе з нерівномірними фіолетовими та жовтими плямами по всьому тілу. Спина сірого кольору. Має 2 чорні плями, з яких одна знаходиться вище й позаду грудного плавця, інша — в основі хвостового плавця

## Спосіб життя
Є демерсальною рибою. Трапляється у річках, ставках та озерах з чорною водою та піщаним ґрунтом. Вдень ховається серед заростей рослин. Активний уночі. Живиться ракоподібними, молюсками, дрібною рибою.
Є об'єктом місцевого промислу.

## Розповсюдження
Мешкає у річках Пакистану, Індії, Шрі-Ланки, Бангладеш, М'янми, Таїланду.